# Австралийско-эмиратские отношения
Австралийско-эмиратские отношения —  двухсторонние дипломатические отношения между Австралией и Объединёнными Арабскими Эмиратами. ОАЭ имеют посольство в Канберре, в то время как Австралия имеет посольство в Абу-Даби и генеральное консульство в Дубае.

## Дипломатические визиты

### Визиты ОАЭ
В феврале 2010 года министр иностранных дел ОАЭ шейх Абдалла бен Заид Аль-Нахайян совершил первый официальный визит в Австралию. Во время поездки Нахайян и министр иностранных дел Австралии Стивен Смит подписали меморандум о взаимопонимании по созданию Совместного комитета по консульским вопросам.

## Транспортное сообщение
Авиакомпания Emirates Airlines предлагает прямые рейсы из Дубая в Перт, Аделаиду, Сидней, Брисбен и Мельбурн. Авиакомпания Etihad Airways предлагает прямые рейсы из Абу-Даби в Сидней, Брисбен, Перт и Мельбурн. 

## Военные отношения
Австралия открыто поддерживает Объединённые Арабские Эмираты в гражданской войне в Йемене, поставляя оружие и боеприпасы для обеспечения сил йеменского правительства и коалиции во главе с Саудовской Аравией, что вызвало критику среди общественности по поводу участия Австралии в этой войне, учитывая высокие жертвы среди мирного населения. Австралийский генерал в отставке Майк Хиндмарш также был нанят для командования войсками Эмиратов во время войны.

## Торговля

Ежемесячный объём экспорта австралийских товаров в ОАЭ (млн. австралийских долларов), начиная с 1988 года

Ежемесячный объём экспорта товаров ОАЭ в Австралию (млн. австралийских долларов), начиная с 1988 года

Австралия считает ОАЭ своим крупнейшим рынком сбыта в регионе Персидского залива. Так, в 2008-2009 годы товарооборот между ОАЭ и Австралией оценивался в 5,5 миллиардов австралийских долларов. Из-за этого австралийский экспорт в ОАЭ составил 3,6 миллиарда австралийских долларов, в то время как экспорт ОАЭ в Австралию составил 1,9 миллиарда австралийских долларов (включая импорт сырой нефти на сумму 1,7 миллиарда долларов).

## Образование
Большинство граждан ОАЭ, проживающих в Австралии, являются студентами, получающими образование в различных австралийских университетах. Австралия является популярным местом, куда эмиратские студенты едут за высшим образованием, и с годами число поступающих растет. По состоянию на 2013 год в Австралии насчитывалось до 1700 эмиратских студентов. В том же году в Австралию поступило более 900 эмиратских студентов. Многие из них получают государственные стипендии ОАЭ и получают степень аспиранта или доктора философии. Они сосредоточены в крупных городах, таких как Сидней, Мельбурн, Брисбен и Перт. Кроме того, около 14 000 граждан ОАЭ также ежегодно посещают Австралию с целью туризма. Миграция облегчается благодаря смягчению визовых требований и обширному авиационному сообщению между обеими странами.